# Walking on the Milky Way
Singles de Orchestral Manoeuvres in the Dark
Everyday
(1993) Universal
(1996)
Walking on the Milky Way est une chanson du groupe de new wave britannique Orchestral Manoeuvres in the Dark. Cette chanson est sortie sous forme de single en 1996, puis, un mois après, sur l'album Universal. Ce fut le premier single du groupe depuis 1993.
La chanson évoque avec mélancolie les jours heureux de la jeunesse mais avertit qu'on ne peut pas non plus retourner en arrière.
La chanson Mathew Street parle d'un endroit nommé Eric's Club à Liverpool où Orchestral Manoeuvres in the Dark a fait ses premières apparitions publiques. Le single se hissa à la dix-septième place des charts britanniques.

## Liste des pistes
1. Walking on the Milky Way (Andy McCluskey, Ipinson, Small)
2. Mathew Street (Andy McCluskey, Karl Bartos)
3. The New Dark Age (Andy McCluskey)

Tous les morceaux sont produits par Andy McCluskey sauf pour Walking on the Milky Way produit par McCluskey, Matthew Vaughan et David Nicholas.